# Dai neoi faa
Dai neoi faa is een bekend en populair Kantonees operastuk. Het is geschreven door Tang Ti-sheng. Hij haalde zijn inspiratie uit boeken uit de Qing-dynastie over kunju. Door de jaren heen is deze opera meerdere malen verfilmd. Ook zijn er diverse televisieseries op gebaseerd.
Het werd voor het eerst gespeeld in 1934 in de Guangdongse provinciehoofdstad Guangzhou. In 1957 kwam de eerste film uit van de opera. Deze werd gespeeld door onder andere Bak Sheut-sin en Yam Kim-Fai.

## Verhaal
Het speelt zich af aan het einde van de Ming-dynastie en het begin van de Qing-dynastie. Prinses Changping is de dochter van de laatste keizer van de Ming-dynastie. De dynastie van de Ming komt ten val, de laatste keizer vermoordt zijn echtgenote en tweede dochter en pleegt vervolgens zelfmoord. De prinses ontkomt aan de moordpartij van haar vader, ze vlucht voor de Mantsjoes en raakt haar geliefde, Zhou Shixian, kwijt. Zhou Shixian is een hoge ambtenaar. Changping wordt daoïstische non in een klooster. Zhou wordt door de nieuwe keizer van de Qing-dynastie benoemd tot mandarijn en geeft Changping toestemming om prinses te zijn onder de nieuwe dynastie. Hierop gaat Zhou op zoek naar zijn geliefde. Changping weigert om de nieuwe dynastie te gehoorzamen. Ze trouwen tot slot in een tuin en doen vervolgens een ontroerende daad; uit liefde voor het vergane vaderland en uit liefde voor de overleden Keizerlijke ouders plegen de twee zelfmoord door de gifbeker tot zich te nemen.